# Gothard de Hildesheim
Saint Gothard (Godard, Godehard) ou Gothard de Hildesheim (né en 960 à Reichersdorf près de Niederalteich, en Basse-Bavière ; mort le 5 mai 1038 à Hildesheim, Basse-Saxe) était évêque de Hildesheim et compte au nombre des prêcheurs les plus influents du Moyen Âge. On trouve des témoignages de son autorité (noms d'églises et de domaines) de l'Italie et la Croatie jusqu'en Scandinavie.
Mais il est surtout connu grâce au col du Saint-Gothard et au tunnel en Suisse qui portent son nom. Une chapelle dédiée à lui se trouvait au col.

## Biographie
Il existe deux vitae (antérieure et postérieure), toutes deux écrites par Wolfhere, l'élève de Gothard.
Gothard fit ses premières études auprès des moines du Monastère de Niederaltaich, où son père était employé. Il prononça ses vœux monastiques et devint abbé en 996, d'abord à Niederaltaich, puis bientôt à Hersfeld et au Monastère du Tegernsee.
Gothard fut un adepte convaincu de la réforme clunisienne, qu'il promut dans les monastères qu'il dirigeait. À la mort de Bernward, Gothard fut choisi en 1022 comme évêque de Hildesheim par l'empereur Henri et ordonné par l'archevêque Aribon de Mayence. C'était alors le temps des « empereurs saxons », et Hildesheim formait le centre politique et religieux de l'Empire. Gothard poursuivit sans relâche le travail d'évangélisation de ses prédécesseurs, faisant construire trente églises à travers le diocèse, parachevant la construction de l'église Saint-Michel à Hildesheim même, et reconstruisant l'aile ouest de la cathédrale.
Mais surtout il rendit la foi chrétienne plus prégnante par des voyages et des synodes. Sa rigueur toute monastique aussi bien que sa calme franchise laissèrent une profonde impression sur ses contemporains, et les chroniques s'en font fréquemment l'écho. Les légendes qui s'attachèrent très tôt à sa vie reflètent la vigueur et la force de conviction de son apostolat.
Gothard mourut le 5 mai 1038 à l'évêché Saint-Maurice qu'il avait fait construire près de Hildesheim.
Il fut le premier Bavarois à être canonisé : le décret fut promulgué en 1131 par le pape Innocent II. On édifia en son honneur la basilique romane de Hildesheim. Ses reliques sont conservées dans la crypte de cet édifice.
Gothard est le patron de Gotha en Thuringe, et l'évêque apparaît en effigie sur le blason de la ville. Le Monastère de Niederaltaich n'est pas en reste, qui a baptisé son lycée « St.-Gotthard-Gymnasium ».
Gothard est souvent représenté en habit d'évêque avec des charbons ardents sur son manteau. Cette représentation se réfère à une légende, selon laquelle il aurait, en tant que enfant de chœur, porté dans son habit des charbons incandescents pour l'encensoir sans être brulé.

## Fête commémorative
- Catholiques et Luthériens : le 5 mai